# Lista okrętów United States Navy, D
W tej sekcji listy okrętów United States Navy wymienione są nazwy wszystkich okrętów United States Navy, których nazwa zaczyna się od D.
Aby zobaczyć wyłącznie listę okrętów obecnie pozostających w służbie — patrz Lista obecnie służących okrętów United States Navy
W przypadku okrętów, których nazwa została użyta jednokrotnie, link USS "Nazwa_okrętu" kieruje do artykułu o konkretnym okręcie. Jeżeli nazwy użyto kilkakrotnie, link USS "Nazwa_okrętu" kieruje do strony ujednoznaczniającej z krótkimi opisami poszczególnych okrętów, natomiast linki następujące po nazwie kierują do tych okrętów bezpośrednio.

## D
- USS "D-1" (SS-17)
- USS "D-2" (SS-18)
- USS "D-3" (SS-19)

### Da
- USS "Dace" (SS-247, SSN-607)
- USS "Dacotah" (1859)
- USS "Dade" (APA-99)
- USS "Daedalus" (ARL-34)
- USS "Daffodil" ()
- USS "Daggett County" (LST-689)
- USS "Dahl" (AKR-312)
- USS "Dahlgren" (TB-9, DD187, DDG-43)
- USS "Dahlia" ()
- USS "Dai Ching" (1863)
- USS "Daiquiri" ()
- USS "Daisy" ( , , , SP-1285, )
- USS "Daisy Archer" ()
- USS "Dakins" (DE-85)
- USS "Dakotan" ()
- USS "Dale" (1839, DD-4, DD-290, DD-353, CG-19)
- USS "Dale W. Peterson" (DE-337)
- USS "Dalhart" (PC-619)
- USS "Dallas" (DD-199, CA-140, CA-150, SSN-700)
- USS "Dalton Victory" ()
- USS "Daly" (DD-519)
- USS "Damato" (DD-871)
- USS "Damon M. Cummings" (DE-643)
- USS "Dan Smith" ( , )
- USS "Dana" ()
- USS "Dandelion" ()
- USS "Dane" (APA-238)
- USS "Dania" (PCE-870)
- USS "Daniel" (DE-335)
- USS "Daniel A. Joy" (DE-585)
- USS "Daniel Boone" (SSBN-629)
- USS "Daniel T. Griffin" (DE-54/APD-38)
- USS "Daniel Webster" (SSBN-626)
- USS "Dapdap" ()
- USS "Daraga" ()
- USS "Darby" (DE-218)
- USS "Daring" (AM-87)
- USS "Darke" (APA-159)
- USS "Darlington" ()
- USS "Dart" ( , )
- USS "Darter" (S-227, SS-576)
- USS "Dash" (AM-88, MSO-428)
- USS "Dashiell" (DD-659)
- USS "Dauntless" ( , PG-61)
- USS "Dauphin" (APA-97)
- USS "Davenport" ()
- USS "Davey" ()
- USS "David C. Shanks" (AP-180)
- USS "David K. Philips" ()
- USS "David R. Ray" (DD-971)
- USS "David W. Taylor" (DD-551)
- USS "Davidson" (FF-1045)
- USS "Daviess County" (LST-692)
- USS "Davis" (TB-12, DD-65, DD-395, DD-937)
- USS "Davison" (DD-618)
- USS "Dawn" ( , , )
- USS "Dawson" (APA-79)
- USS "Day" (DE-225)
- USS "Daylight" ()
- USS "Dayton" (CL-78, CL-105)

### De
- USS "De Grasse" (1918, AP-164/AK-223)
- USS "De Haven" (DD-469, DD-727)
- USS "De Kalb County" (LST-715)
- USS "De Lesseps" ()
- USS "De Soto" ( , )
- USS "De Soto County" (LST-1171)
- USS "De Steiguer" (AGOR-12)
- USS "De Wert" (FFG-45)
- USS "Deal" (AKL-2, AG-131)
- USS "Dealey" (DE-1006)
- USS "Dean II" (SP-98)
- USS "Deane" (1778, DE-86)
- USS "Dearborn" (PF-33)
- USS "Decatur" (1839, DD-5, DD-341, DDG-31, DDG-73)
- USS "Decker" (DE-47)
- USS "Decoy" ()
- USS "Deede" (DE-263)
- USS "Defender" (MCM-2)
- USS "Defense" (AM-317)
- USS "Defiance" ( , PG-95)
- USS "Deft" ()
- USS "Deimos" (AKL-40, AK-78)
- USS "DeKalb" (ID-3010)
- USS "Dekanawida" ()
- USS "Dekanisora" ()
- USS "Dekaury" ()
- USNS "Del Monte" (T-AK-5049)
- USNS "Del Valle" (T-AK-5050)
- USS "Delaware" (1776, 1798, 1820, 1861, 1869, BB-28)
- USS "Delbert W. Halsey" ()
- USS "Delegate" ()
- USS "Delgada" (CVE-40)
- USS "Deliver" (ARS-23)
- USS "DeLong" (TB-28, DD-129, DE-684)
- USS "Delphinus" (AF-24, PHM-1)
- USS "Delphy" (DD-261)
- USS "Delta" (1864, AK-29, AR-9)
- USS "Delta King" ()
- USS "Delta Queen" ()
- USS "Demand" ()
- USS "Demeter" ()
- USS "Deming" (PCS-1392)
- USS "Democracy" (SP-2215)
- USS "Dempsey" (DE-26)
- USS "Denebola" (AD-12, AF-56, AKR-289)
- USS "Dennis" (DE-405)
- USS "Dennis J. Buckley" (DD-808)
- USS "Density" ()
- USS "Dent" (DD-116/APD-9)
- USS "Dentuda" (SS-335)
- USS "Denver" (C-14/PG-26/CL-16, CL-58, LPD-9)
- USS "Deperm" (ADG-10)
- USS "Derickson" (AGS-6)
- USS "Derrick" ()
- USS "Des Moines" (C-15/PG-29/CL-17, CA-134)
- USS "Design" ()
- USS "Desire" ()
- USS "Despatch" ( , , , , , IX-2)
- USS "Despite" (AM-89)
- USS "Desplaines River" (LFR-412)
- USS "Detector" (AMC-75, MSO-429)
- USS "Detroit" (1813, 1869, C-10, CL-8, AOE-4)
- USS "Deucalion" ()
- USS "Deuel" (APA-160)
- USS "Devastator" (, MCM-6)
- USS "Develin" ()
- USS "Device" ()
- USS "Devilfish" (SS-292)
- USS "Devosa" (AKA-27)
- USS "Dewees" ()
- USS "Dewey" (DD-349, DLG-14, DDG-105)
- USS "Dextrous" (AM-341, MSF-341, MCM-13)
- USS "Deyo" (DD-989)

### Di
- USS "Diablo" (SS-479)
- USS "Diachenko" (APD-123)
- USS "Diamond" ()
- USS "Diamond Head" (AE-19)
- USS "Diamond State" (ACS-7)
- USS "Diana" ()
- USS "Dianthus" ()
- USS "Dickens" (APA-161)
- USS "Dickerson" (DD-157)
- USS "Dicky" ()
- USS "Dictator" (1863)
- USS "Diligence" ()
- USS "Diligent" ( , )
- USS "Diodon" ()
- USS "Diomedes" ()
- USS "Dionne" (DE-261)
- USS "Dionysus" ()
- USS "Diphda" (AKA-59)
- USS "Diploma" ()
- USS "Dipper" ()
- USS "Direct" (AM-90, MSO-430)
- USS "Discoverer" (ARS-3)
- USS "Disdain" ()
- USS "Dispatch" (PY-8)
- USS "Diver" ()
- USS "Dixie" (1893, AD-14)
- USS "Dixon" (AS-37)
- USS "Dlonra" ()

### Do
- USS "Dobbin" (AD-3)
- USS "Dobler" (DE-48)
- USS "Dochra" ()
- USS "Doddridge" (AK-176)
- USS "Dodge County" (LST-722)
- USS "Dodger II" ()
- USS "Dogfish" (SS-350)
- USS "Dohasan" ()
- USS "Dohema Jr." ()
- USS "Doherty" (DE-14)
- USS "Doloma" ()
- USS "Dolphin" (1777, 1821, 1836, #874, PG-24, SS-169, AGSS-555)
- USS "Dominant" ( , MSO-431)
- USS "Domino" ()
- USS "Don" ()
- USS "Don Juan de Austria" ()
- USS "Don Marquis" ()
- USS "Don O. Woods" (APD-118)
- USS "Donacona" ()
- USS "Donald B. Beary" (FF-1085)
- USS "Donald Cook" (DDG-75)
- USS "Donald W. Wolf" (APD-129)
- USS "Donaldson" (DE-44, DE-55)
- USS "Doneff" (DE-49)
- USS "Donegal" ()
- USS "Donnell" (DE-56)
- USS "Donner" (LSD-20)
- USS "Dorado" (SS-248, SS-526)
- USS "Doran" (DD-185, DD-634)
- USS "Dorchester" (1917, APB-46/AKS-17)
- USS "Doris B. III" ()
- USS "Doris B. IV" ()
- USS "Dorothea" (1898)
- USS "Dorothea L. Dix" (AP-67)
- USS "Dorothy" ()
- USS "Dorothy Cullen" ()
- USS "Dorsey" (DD-117)
- USS "Dortch" (DD-670)
- USS "Dotterel" ()
- USS "Douglas" (PG-100)
- USS "Douglas A. Munro" (DE-422)
- USS "Douglas H. Fox" (DD-779)
- USS "Douglas L. Howard" (DE-138)
- USS "Douglas County" (LST-731)
- USS "Dour" ()
- USS "Downes" (DD-375, FF-1070)
- USS "Doyen" (DD-280, AP-2/APA-1)
- USS "Doyle" (FFG-39)
- USS "Doyle C. Barnes" (DE-353)

### Dr
- USS "Draco" (AK-79)
- USS "Dragon" ()
- USS "Dragonet" (SS-293)
- USS "Drake" (AM-359)
- USS "Drayton" (DD-23, DD-336)
- USS "Dreadnaught" ()
- USS "Drechterland" ()
- USS "Drew" (APA-162)
- USS "Drexler" (DD-741)
- USS "Driller" ()
- USS "Driver" ()
- USS "Druid" ()
- USS "Drum" (SS-228, SSN-677)
- USS "Drury" (DE-46)
- USS "Drusilla" ()
- USS "Du Pont" (TB-7, DD-152, DD-941)
- USS "Duane" (AGC-6/WPG-)
- USS "Dubhe" ()
- USS "Dubuque" (PG-17, LPD-8)
- USS "Duc de Lauzun" ()
- USS "Duffy" ()
- USS "Dufilho" (DE-423)
- USS "Dugong" (SS-353)
- USS "Dukes County" (LST-735)
- USS "Duluth" (CL-87, LPD-6)
- USS "Dumaran" (ARG-14)
- USS "Dumbarton" ()
- USS "Duncan" (DD-46, DD-485, DD-874, FFG-10)
- USS "Dunderberg" (1865)
- USS "Dunlap" (DD-384)
- USS "Dunlin" ( , )
- USS "Dunn County" (LST-742)
- USS "DuPage" (APA-41, APB-61)
- USS "Duplin" (AKA-87)
- USS "Durant" (DE-389)
- USS "Durham" (LKA-114)
- USS "Durik" (DE-666)
- USS "Dutchess" (APA-98)
- USS "Dutton" (AGS-8, AGS-22)
- USS "Duval" (AK-177)
- USS "Duval County" (LST-758)
- USS "Duxbury Bay" (AVP-38)
- USS "Dwight D. Eisenhower" (CVN-69)
- USS "Dwyn Wen" ()
- USS "Dyer" (DD-84)
- USS "Dyess" (DD-880)
- USS "Dynamic" (AM-91, MSO-432)
- USS "Dyson" (DD-572)